# (34591) 2000 TB15
2000 TB15 (asteroide 34591) é um asteroide da cintura principal. Possui uma excentricidade de 0.11993580 e uma inclinação de 1.32210º.
Este asteroide foi descoberto no dia 1 de outubro de 2000 por LINEAR em Socorro.